# Renate Stecher
Renate Stecher (dekliški priimek Meißner), nemška atletinja, * 12. maj 1950, Süptitz, Vzhodna Nemčija.
Nastopila je na olimpijskih igrah v letih 1972 in 1976 ter osvojila naslove olimpijske prvakinje v teku na 100 m  in 200 m ter štafeti 4×100 m, ob tem pa še dve srebrni in bronasto medaljo. Na evropskih prvenstvih je med letoma 1969 in 1974 osvojila po štiri zlate in srebrne medalje, evropska prvakinja je postala v teku na 100 m in 200 m ter dvakrat v štafeti 4×100 m. Med letoma 1970 in 1976 je šestkrat postavila ali izenačila svetovni rekord v teku na 100 m ter po dvakrat svetovni rekord v teku na 200 m in svetovni rekord v štafeti 4 x 100 m.